# Agence Radio
L'Agence Radio, une agence de presse française avec des liens en Grèce, appelée aussi Radio-Agence télégraphique : télégrammes et informations du monde entier, qui a profité des opportunités apportées par les progrès de la TSF au cours de la Première Guerre mondiale.

## Histoire
La création en 1904 à Paris de L'Agence Radio fut l'œuvre d'Henri Turot, journaliste au Journal et à La Petite République, par ailleurs député socialiste et conseiller municipal de Paris. Animée pendant la Première Guerre mondiale par Jean Galmot, Marius Gabion (1867-1945) et Gabriel Astruc (1864-1938), l’Agence Radio fut officiellement créée le 14 décembre 1918, sous le patronage de Jean Galmot (1879-1928). 
Disposant d'un bureau à Athènes, elle reçut des subventions du très riche marchand d'armes d'origine grecque, pro-vénizéliste, Basil Zaharoff.  Sympathisant de la cause consistant à rallier la Grèce aux Alliés, Aristide Briand introduit Zaharoff auprès d'Henri Turot.
À la même époque, les Allemands ont créé l'Agence de presse Transocean. Zaharoff s'en est ensuite désintéressé après la chute de Venizélos, en novembre 1920. Mais Georges Clemenceau s'oppose rapidement à Basil Zaharoff et juge le directeur de l'Agence Radio Henri Turot trop pacifiste. L'agence tombe alors sous la coupe de l'Agence Havas.
François Mousset, qui avait été directeur de l'Agence télégraphique « L'Information », fut ensuite de 1934 à 1940, sur délégation du ministère des Affaires étrangères, directeur de l'Agence Radio. Cette dernière a été reprise par le gouvernement Blum en janvier 1937, Havas lui cédant 51 % des actions. Le gouvernement accepte alors de verser une subvention de 200 000 francs par mois à l'Agence Radio. Parallèlement, il demande à l'Agence Havas de reprendre le capital de la société France Actualités aux industriels qui le détenaient. L'Agence Havas a 52 % de l'entreprise, rebaptisée « Les diffusions modernes » et Gaumont le solde.
L'Agence Radio eut ensuite, en 1938, pour rédacteur en chef des services étrangers François Crucy, futur militant de la Résistance. À la fin de l'année 1938, François Crucy fut congédié, par décision du ministère des Affaires étrangères.
Lors de l’assemblée générale extraordinaire du 19 septembre 1941, elle devint l’Agence Téléradio. Cette agence, qui émettait à partir de Lyon et Bordeaux des nouvelles de France vers l'étranger, cessera son activité en 1943 sous la pression de l'occupant. Ensuite, l’Agence Radio constitua une filiale de l’Office français d'information, contrôlé par le gouvernement de Vichy, assurant l’exploitation des zones Amérique et Extrême-Orient puis disparut en 1944.